# Liste der chinesischen Botschafter auf den Bahamas
Die Botschaft der Volksrepublik China befindet sich in der Shirley Street East, Nassau.
| Ernannt / Akkreditiert | Name          | Hochchinesisch | Bemerkung                                                                                           | ernannt von | akkreditiert bei   | Posten verlassen |
| ---------------------- | ------------- | -------------- | --------------------------------------------------------------------------------------------------- | ----------- | ------------------ | ---------------- |
| 1989                   | Zhang Bingnan | 张炳南         | Vertreter Taiwans                                                                                   | Lee Huan    | Lynden O. Pindling | 1994             |
| 1994                   | Zhang Qingyan | 张庆衍         | Vertreter Taiwans                                                                                   | Lien Chan   | Hubert Ingraham    | 1996             |
| 1996                   | Wuming Yan    | 吴明彦         | Vertreter Taiwans                                                                                   | Lien Chan   | Hubert Ingraham    | 1997             |
| Juli 1997              | Ma Shuxue     | 马书学         | [ 1 ]                                                                                               | Li Peng     | Hubert Ingraham    | Juni 2001        |
| Juli 2001              | Wu Changsheng | 吴长胜         | September 1998–2000 August Botschafter in La Paz, August 2003 – Februar 2007: Botschafter in Bogota | Zhu Rongji  | Hubert Ingraham    | Juni 2003        |
| Aug. 2003              | Jiao Dongcun  | 焦东村         | [ 2 ]                                                                                               | Wen Jiabao  | Perry Christie     | Nov. 2004        |
| Jan. 2005              | Li Yuanming   | 李元明         | | Wen Jiabao  | Perry Christie     | März 2008        |
| März 2008              | Hu Dingxian   | 胡定贤         | Seit April 2011 Botschafter in Maseru, Lesotho                                                      | Wen Jiabao  | Hubert Ingraham    |                  |
| Mai 2011               | Hu Shan       |                | | Wen Jiabao  | Hubert Ingraham    | Nov. 2013        |
| 9. Nov. 2013           | Yuan Guisen   |                | [ 3 ]                                                                                               | Wen Jiabao  | Perry Christie     |                  |
| Juni 2016              | Huang Qinguo  | 黄亲国         | [ 4 ]                                                                                               | Wen Jiabao  | Perry Christie     |                  |

Quelle: